# هنريك سانيلفيسي
هنريك سانيلفيسي (21 سبتمبر 1875-19 فبراير 1951) هو صحفي وناقد أدبي روماني، ومعروف أيضًا لعمله في الأنثروبولوجيا والإثنوغرافيا وعلم الاجتماع وعلم الحيوان. في البداية كان اشتراكيًا متشددًا من الدائرة السياسية الفلسفية لقسطنطين دوبروجيانو-جيريا، ودمج تأثيرات أخرى، وفي عام 1905، أنشأ مجلته الأدبية الخاصة الاتجاه الجديد. كان سانيلفيسي وصديقه غارابيت إريليناو من بين مؤسسي Poporanism (نسخة رومانية من الشعبوية والقومية)، وهي حركة يسارية ذات توجه فلاحي. ومع ذلك، سرعان ما فصل سانيلفيسي نفسه عن كل من الماركسية والزراعية، وانتقد الأدب الروماني التقليدي، وتنبأ بالكلاسيكية الجديدة للعمال. وقد أدى جداله الساخن مع المدرسة المنافسة لمجلة سامانتارول إلى عزله عن رفاقه الآخرين، الذين شجبهم في النهاية بوصفهم رجعيين. أحاط المزيد من الجدل بمواقفه الغامضة خلال الحرب العالمية الأولى.
منذ عام 1920، كان سانيلفيسي شخصية معزولة على اليسار، يشرف على تحرير نسخة جديدة من مجلة الاتجاه الجديد وينضم فقط إلى صحيفة أديفارول اليومية المشهورة. ابتعد عن النظرية الأدبية، وبعد تكهناته الأنثروبولوجية، أعاد إحياء اللاماركية والعنصرية العلمية لصياغة نظامه الاجتماعي العنصري. حاول سانيلفيسي نفسه، وهو يهودي روماني، تقويض الافتراضات العرقية للأيديولوجيين النازيين والفاشيين المحليين.
تلاشى المؤلف في الأربعينيات من القرن الماضي، عندما شُوِّه عمله من قبل الفاشيين الحاكمين، ثم شطبه النظام الشيوعي.

## سيرة شخصية

### النشأة
كان سانيليفيسي من مواليد مدينة بوتشاني، في المنطقة التاريخية لمولدافيا. كان والده، المعروف رسميًا باسم ليون سانيلفيسي، تاجرًا، ووالدته ربيكا ربة منزل. ينحدر الولدين من قادة المجتمع اليهودي البارزين؛ والد ليون كان حاخامًا ليهود كرايوفا في جنوب رومانيا، بينما كانت ربيكا ابنة حاخام بوتوشاني نفسه، استقر أسلافهم في إمارة الدانوب هربًا من المذابح في الإمبراطورية الروسية. نشأ جميع أطفال ليون الآخرين تقريبًا ليصبحوا فنانين ومثقفين متميزين: كان سيميون وجاك وماكسيميليان علماء رياضيات، سولومون رسام، يوسف خبير اقتصادي، إميل عالم حيوان.
لم تتحرر العائلة، التي وصفها المؤرخ الأدبي جورج كالينسكو بأنها مندمجة تمامًا في الثقافة الرومانية، في الواقع: مثل معظم اليهود الرومانيين في تلك الحقبة، لم يُمنح سانيلفيسي الجنسية عند الولادة. على الرغم من أن سانيلفيسي قد أعلن نفسه ملحدًا، إلا أنه أوصى لاحقًا بالتعميد الجماعي الطوعي لليهود. نشأ في حي متحضر إلى جانب الرومانيين والأرمن. اللاحقة غير المألوفة يسي، التي اختارها أسلاف هنريك، تضلل البعض للاعتقاد بأن الأسرة كانت من أصل صربي.
قضى هنريك معظم طفولته بين بوتشاني ومناطق ريفية مختلفة في مولدافيا، من بينها كوستيشتي ودولهاسكا وبودريجا. كان من المفترض أن يتذكر أن الريف صاغ رؤيته للتغذية البشرية كمصدر للاختلافات الجسدية والثقافية: «في كل مكان كانت توجد بساتين، بستان إلى جانب كل منزل، وفي كثير من الأحيان مع فواكه منتقاة. كانت الفاكهة تتساقط على الأرض في أكوام، دون أن يكلف أحد عناء تحويله إلى عصير، على الأقل. كانت السندرات الريفية مليئة بأكوام ضخمة، بيضاء وخضراء، من دراق بحجم التفاح. حتى سن الخامسة عشرة، كنت لا أستطيع إلا أن أتذكر صوري وأنا أتناول الفاكهة طوال اليوم». ألهم الإعداد أيضًا ملاحظاته الطبيعية على الدواجن (وصف الدجاج المولدافي بأنه نحيف بشكل خاص وعرضة للخوض في الماء الراكد)، على الطيور البرية، وحتى على العناكب.
بينما كان لا يزال طالبًا في بوتشاني، ظهر الشاب لأول مرة في الصحافة الاشتراكية، حيث أسس وحرر جريدته الخاصة، بروليتارول التي لم تدم طويلًا. تخرج من المدرسة الثانوية في مسقط رأسه، وحصل على شهادة في الآداب والفلسفة من جامعة بوخارست.
إلى جانب مع سيميون، الذي كان طالبًا في الجامعة التقنية، التحق هنريك بالمجتمع الماركسي في قاعة سوتير في بوخارست، بقيادة قسطنطين دوبروجيانو-جيريا، وانضم إلى حزب العمال الاشتراكي الديمقراطي الروماني. خاصة بعد إنشاء حزب العمال الاشتراكي الديمقراطي الروماني، ألقى هنريك محاضرات عامة أسبوعية للعاملين في سوتير، حيث كان معروفًا باسم مستعار هو حسن. كان الشقيقان مساهمين في أديفارول، في ذلك الوقت كانت صحيفة اشتراكية يومية يحررها تلميذ جيريا قسطنطين ميل، وحوالي عام 1896، كانا يكتبان أيضًا لملاحقها الأدبية قصيرة العمر. نُشرت مقالات هنريك أيضًا في صحف اشتراكيّة وأخرى يسار الوسط: لوميا نو، مونكا، أفانتول، ومجلة بيتيشتي الأدبية بوفيستا فورباي.
كان التركيز الرئيسي لعمل سانيلفيسي المبكر كناقد هو الدفاع عن نظرية دبروجيا-جيريا الأدبية الماركسية ضد جونيميا، المجتمع الأدبي المحافظ. في أواخر القرن العشرين، وصف المؤرخ الثقافي أورنيا كيف خاض كل من سانيلفيسي، وغارابيت إبليرناو، وتريان ديتمريسكو، وأنتون باكالباشا، وإميل فاغوري، وغيرهم من الاشتراكيين الشباب المعركة عندما بقي جيريا صامتًا، ورد بـ "هجوم" على جونيميا. أصدر المنظر والناقد الثقافي البارز الجونيمي، تيتو ماريسكو، إخطارات رسمية، ردًا على نقاط محددة طرحها سانيلفيسي. ومع ذلك، نشر المناضل الاشتراكي الشاب أيضًا مقالات في مجلة جونيميا. بالإضافة إلى ذلك، كان مساهمًا رئيسيًا في مجلة الاتجاهات الرومانية الجديدة التي يديرها الفيلسوف الجونيمي السابق قسطنطين راديلسكو-موترو ولفترة من الوقت. هناك بدأ سلسلة من المقالات دفاعًا عن التعليم، حيث أسس شهرته كصحفي ثقافي. كانت مجلة المراجعات الرومانية الجديدة أيضًا المكان الذي التقى فيه سانيلفيسي، بعد عدة سنوات، وأقام صداقة مع زميله الصحفي قسطنطين بيلدي.
في عام 1901، كان سانيلفيسي في الإمبراطورية الألمانية، لتخصص أكاديمي في مجال الأنثروبولوجيا في جامعة برلين. في عام 1904، كان في باريس، فرنسا، حيث تحدث في الجمعية الأنثروبولوجية. تحدى موضوع أطروحته الافتراضات المعاصرة حول الأنثروبولوجيا الفيزيائية، في المقام الأول نظريات الطبيب السويدي أنطون نيستروم. تحدث سانيلفيسي ضد اعتقاد نيستروم بأن البشر مستطيلو الرأس كانوا غير طبيعيين. بحجة أن نيستروم وقف ضد جميع البيانات الأنثروبولوجية، اقترح الروماني أن شكل جمجمة المرء قد يُحدد عن طريق المضغ. وجدت الجمعية ككل تفسيره غريبًا وغير جذاب. كما رفض المنظر العنصري المؤثر، جوزيف دينيكر، الفكرة، وأشار على وجه الخصوص إلى حجة سانيلفيسي الغريبة والكاذبة بأن الجماجم ذات الشكل العضدي للرأس الوحيدة بشكل طبيعي هي المنغولية.